# Байдичэн
Байдичэн (кит. упр. 白帝城, пиньинь Baidicheng) — замок и храмовый комплекс на горе Байди на северном побережье реки Янцзы в уезде Фэнцзе на востоке города Чунцин в Китае. Расположен в 8 км от местонахождения уездной управы. Байдичэн переводится с китайского языка, как «город Белого императора». К воротам комплекса ведёт лестница с более, чем 500 ступенями. Здесь начинаются Три ущелья. Это место приобрело известность по всему Китаю в VII веке при правлении династии Тан, когда поэт Ли Бо посвятил ему своё известное стихотворение «Рано утром выезжаю из замка Боди» (кит. упр. 早发白帝城).

## История
Место Байдичэн получило своё название во времена империи Западная Хань в I веке. По преданию, амбициозный военачальник Гунсунь Шу на этом месте увидел во сне большого белого дракона. Он трактовал сновидение как благословение Неба и провозгласил себя новым императором, а само место назвал городом Белого императора. Однако вскоре Гунсунь Шу был убит Лю Сю, который позже стал основателем империи Восточная Хань. В память о императоре-военачальнике местные жители построили здесь храм, назвав его храмом Белого императора.
В 220 году в Байдичэне Лю Бэй, правитель Шу в период Трёх государств, незадолго до смерти, отрёкся от трона в пользу наследника, при котором оставил советником талантливого первого министра Чжугэ Ляна. По преданию Чжугэ Лян наблюдал отсюда за движением звёзд и планировал объединение Китая.
Основные строения замка были построены в XVII веке. Ранее комплекс находился на полуострове, но после строительства плотины «Три ущелья», образовался остров, который был связан с материком мостом через реку Янцзы.
Байдичэн также известен как «город поэтов», потому, что многие поэты — Ли Бо, Бо Цзюйи, Лю Юйси, Су Ши, Хуан Тинцзянь, Фань Чэнда, Лу Ю посвящали ему стихи, а Ду Фу даже жил здесь некоторое время.
Город Белого императора также является местом хранения семидесяти четырёх каменных скрижалей времён правления династий Суй, Юань, Мин и Цинь со стихами, эссе, песнями, изображениями и каллиграфией.
Байдичэн, одна из туристических достопримечательностей города Чунцин. В 2006 году он был включён в список памятников Китайской Народной Республики под номером 6-692.